# Chevrolet E-Spark
La Chevrolet E-Spark était la voiture électrique proposée par Chevrolet pour le marché indien. Elle était censée être une voiture à hayon d'entrée de gamme basée sur la Chevrolet Spark. 
L'E-Spark devait être une coentreprise entre General Motors (GM) et RECC (Reva Electric Car Company), GM fournissant la plate-forme de la Chevrolet Spark et RECC fournissant le kit moteur-batterie électrique. Dévoilée à l'Auto Expo 2010, à New Delhi, cette voiture devait toucher les consommateurs indiens en octobre.
Mais tout a changé avec Mahindra prenant 55,2% des parts de contrôle du groupe Maini de Bangalore, propriétaire de RECC, et le projet a été annulé car Mahindra et GM sont des concurrents rivaux dans l'industrie automobile indienne.